# Prim-Albvorland
Prim-Albvorland este o arie protejată (arie specială de conservare — SAC, sit de importanță comunitară — SCI) din Germania întinsă pe o suprafață de 1.303,55 ha, integral pe uscat.

## Localizare
Centrul sitului Prim-Albvorland este situat la coordonatele 48°10′05″N 8°43′02″E / 48.1681°N 8.7172°E.

## Înființare
Situl Prim-Albvorland a fost declarat sit de importanță comunitară în ianuarie 2005 pentru a proteja 2 specii de plante și 2 specii de animale. Situl a fost protejat și ca arie specială de conservare în ianuarie 2019.

## Biodiversitate
Situată în ecoregiunea continentală, aria protejată conține 10 habitate naturale: Ape puternic oligomezotrofe cu vegetație bentonică cu Chara spp., Cursuri de apă de la nivel de câmpie la nivel montan, cu vegetație Ranunculion fluitantis și Callitricho-Batrachion, Formațiuni de Juniperus communis pe lande sau pajiști calcaroase, Pajiști uscate seminaturale și facies de acoperire cu tufișuri pe substraturi calcaroase (Festuco-Brometalia) (* situri importante pentru orhidee), Pajiști uscate seminaturale și facies de acoperire cu tufișuri pe substraturi calcaroase (Festuco-Brometalia) (* situri importante pentru orhidee), Pajiști cu Molinia pe soluri calcaroase, turboase sau argilos-nămoloase (Molinion caeruleae), Liziere de ierburi înalte hidrofile de câmpie și de nivel montan până la alpin, Fânețe de joasă altitudine (Alopecurus pratensis, Sanguisorba officinalis), Izvoare petrifiante cu formare de travertin (Cratoneurion), Păduri aluvionare cu Alnus glutinosa și Fraxinus excelsior (Alno-Padion, Alnion incanae, Salicion albae).
La baza desemnării sitului se află mai multe specii protejate:
- plante (2): Buxbaumia viridis, papucul doamnei (Cypripedium calceolus)
- amfibieni (1): izvoraș-cu-burta-galbenă (Bombina variegata)
- nevertebrate (1): Austropotamobius torrentium